# John Willis Stovall
John Willis Stovall (Montague, 1891 - Norman, 24 juli 1953) was een Amerikaans paleontoloog en geoloog.
Willis Stovall — hij gebruikte zelf nooit de naam John — werd in 1891 geboren in Montague in Texas. Hij volgde zijn lagere- en middelbareschoolopleiding voornamelijk in Tennessee. Daarna ging hij geologie studeren aan het Union College in die staat. Al snel kreeg hij een bijzondere interesse in de paleontologie. Hij werd benoemd tot docent geologie aan de Vanderbilt University. In 1929 publiceerde hij een studie over de evolutie van het paard in Noord-Amerika. In 1930 ging hij als buitengewoon docent werken bij de University of Oklahoma en werd daar al snel benoemd tot assistent-professor. In 1938 behaalde hij zijn doctoraat aan de University of Chicago en werd daarna benoemd tot professor geologie aan de University of Oklahoma.
Behalve met doceren was Stovall ook bezig met museumwerkzaamheden, zoals het creëren van de eerste tentoonstellingsruimte voor skeletten aldaar, en veldonderzoek. Hij werd benoemd tot directeur van het museum van de universiteit van Oklahoma. In de jaren dertig en veertig voerde hij verschillende grote opgravingen in die staat uit. Daarbij borg hij een groot aantal botten van de dinosauriër Apatosaurus. Hij benoemde ook de theropoden Saurophagus en Acrocanthosaurus naast de eupelycosauriër Cotylorhynchus romeri en ontdekte het uitgestorven reptiel Labidosaurikos.
In totaal publiceerde hij 46 wetenschappelijke artikelen naast een aantal populair-wetenschappelijke boeken. Terwijl hij bezig was met het voltooien van een geologische kaart van Oklahoma kreeg hij op 24 juli 1953 in Norman plots een hartaanval en overleed. Het museum werd dat jaar nog naar hem vernoemd als het Stovall Museum of Science & History; sinds 1994 heet dit het Sam Noble Oklahoma Museum of Natural History. Een belangrijke leerling van hem was Wann Langston Jr.